# Sphagneticola calendulacea
Espèce
Sphaigneticola calendulacea est une espèce de plante à fleurs du genre Sphagneticola et de la famille des Asteraceae. C'est une plante herbacée vivace que l'on trouve en Chine, en Inde, en Indonésie, au Japon, au Myanmar, aux Philippines, au Sri Lanka, en Thaïlande, à Taïwan et au Vietnam,. Tolérant à la sécheresse, à l'humidité et à l'environnement aride, S. calendulacea est une plante herbacée commune en Chine et à Taiwan,. S. calendulacea produit de la wedelolactone et de la demethylwedelolactone.
Au Vietnam, les feuilles de la plante sont parfois utilisées pour traiter l'eczéma infantile bien que les preuves scientifiques ne soient pas claires.
En Chine et à Taïwan, S. calendulacea est un ingrédient de 青草茶/百草茶(une sorte de tisane ). Le 青草茶 est une boisson naturelle qui existe depuis longtemps. Dans la médecine traditionnelle chinoise, S. calendulacea est classée comme "清熱藥/herbes anti-chaleur". Elle a pour effet de soulager la fièvre, de désintoxicer, de refroidir le sang et de dissiper la stase sanguine. Selon la recherche scientifique moderne, les polyphénols tels que la wedelolactone, l'apigénine et la lutéoline contenus dans S. calendulacea peuvent inhiber la croissance du cancer de la prostate, du cancer du sein et du carcinome du nasopharynx,. Un article indien indique que l'huile essentielle de S. calendulacea peut prévenir le développement du cancer du poumon (2012).

## Publication originale
- Pruski, Novon 6(4): 411. 1996.